# Aboilomimus sichuanensis
Aboilomimus sichuanensis är en insektsart som beskrevs av Andrej Vasiljevitj Gorochov 2001. Aboilomimus sichuanensis ingår i släktet Aboilomimus och familjen Prophalangopsidae.

## Underarter
Arten delas in i följande underarter:
- A. s. ornatus
- A. s. sichuanensis